# Сюлливан, Вильям
Вильям Сюлливан (англ. William Starling Sullivant; 1803—1873) — американский ботаник, один из основных американских бриологов XIX века. Его исследования мохообразных (мхи и печёночники) стали основой для их последующего изучения в Америке.

## Биография
Сюлливан родился 15 января 1803 года в Франклинтоне (часть Колумбуса) в семье Лукаса Сюлливана и Сары Старлинг. Его отец был землемером, одним из первых поселенцев около реки Сайото в Огайо. Сюлливан нередко брал своего сына в экспедиции и учил его межеванию и исследованию природы.
В 8 или 9 лет Вильям Сюлливан переехал к дедушке, чтобы учится в частной школе в Кентукки. Он проучился год в университете Огайо в Атенс перед тем, как поехать в Йельский университет в 1819 году. Окончил Йель в 1823 году. Сюлливан планировал продолжить обучение, однако в после смерти отца в 1823 году вернулся в Огайо к семье. В 21 год женился на шестнадцатилетней Джейн Маршал (8 апреля 1824), она умерла следующей зимой во время родов (родилась девочка). Следующие десять лет Сюлливан поддерживал достаточно обширные семейные владения, продолжал землемерное дело отца. В 1834 году он женился на Элизе Уилер.
Когда Сюлливану было около 30 лет он начал собирать и изучать растения Огайо, особенно травы. Его первая публикация «A Catalogue of Plants, Native or Naturalised, in the Vicinity of Columbus, Ohio» была опубликована в 1840 году. Сюлливан активно переписывался с ботаниками по всему миру, в основном с Джоном Торри и Эйсой Греем. Вскоре он заинтересовался мхами и печёночниками. Сюлливан опубликовал наблюдения из своего совместного с Эйсой Греем путешествия из Мэриленда в Джорджию через Аллеганы в 1843 году.
Вскоре он написал «Contributions to the Bryology and Hepaticology of North America» в двух частях (опубликованы в 1846 и 1849 годах). Сюлливан внёс значительный вклад в раздел о мохообразных в учебник ботаники Эйсы Грей. Его основным достижением считается Icones Muscorum (1864), содержащий описания и иллюстрации большинства мхов, произрастающих в восточной Северной Америке.
После смерти Элизы Уилер в 1850 году Сюлливан женился на Каролине Саттон (в 1851 году). У него было трое детей в трёх разных браках. Он был избран в Национальную академию наук США в 1872 году, награждён почётной докторской степенью колледжа Гамбьера, Огайо. Сюлливан умер от пневмонии в 1873 году.
Сюлливан был одним из первых американских бриологов. В честь него первоначально было названо Американское бриологическое и лихенологическое общество («Sullivant Moss Society») и один из родов Камнеломковых. Гербариум Сюлливана содержал более 10 000 образцов.

## Публикации
Из его сочинений наиболее известны следующие:
- «A Catalogue of Plants, Native and Naturalized, in the Vicinity of Columbus, Ohio» (1840),
- «Musci Alleghaniensis etc.» (1846),
- «The Musci and Hepaticae of the United States» (1856, с 8 таблицами.),
- «Icones Muscorum» (1864, с 128 табл.)